# Cory Barlog
Cory Barlog (né le 2 septembre 1975) est un concepteur, réalisateur et écrivain américain de jeux vidéo qui est actuellement directeur créatif du développeur de jeux vidéo Santa Monica Studio. Il est surtout connu pour son travail sur God of War (2005), God of War II (2007) et God of War (2018).

## Début de la vie
Barlog est né à Sacramento, en Californie, aux États-Unis le 2 septembre 1975, il est le fils du romancier fantastique J.M. Barlog.

## Carrière
Au début de sa carrière, Barlog a travaillé comme animateur principal chez Paradox Development sur Backyard Wrestling: Don't Try This at Home et X-Men: Next Dimension. Après avoir rejoint Santa Monica Studio, il a été l'animateur principal de God of War (2005) et a réalisé God of War II (2007), pour lequel il a remporté un BAFTA pour son travail d'écriture sur le jeu. Il a également été directeur du jeu God of War III (2010) pendant les huit premiers mois de son développement. Bien qu'il ne fasse pas partie de Sony à l'époque, il a participé à l'écriture de God of War : Ghost of Sparta (2010).
En mars 2012, il a été annoncé que Barlog avait rejoint Crystal Dynamics pour diriger les cinématiques de Tomb Raider et un jeu alors non annoncé. Cependant, il a quitté l'entreprise en avril 2013.
En août 2013, il a été annoncé que Barlog reviendrait à Santa Monica Studio. Il est actuellement directeur créatif du studio et avait réalisé God of War (2018), dont il a remporté le Game Award de la meilleure direction de jeu, tandis que le jeu lui-même a remporté le prix du jeu vidéo de l'année et le BAFTA Games Award du meilleur jeu. Il a également écrit la préface de la novélisation du jeu, qui a été écrite par son père. Il a maintenant produit la suite : God of War Ragnarök (2022).

## Jeux
| An   | Jeu                                        | Rôle                                            | Studio                 |
| ---- | ------------------------------------------ | ----------------------------------------------- | ---------------------- |
| 1999 | Requiem: Avenging Angel                    | Artiste                                         | Studios Cyclones       |
| 2000 | Rock 'em Sock 'em Robots Arena             | Animateur                                       | Paradox Development    |
| 2002 | X-Men: Next Dimension                      | Animateur principal                             | Développement Paradoxe |
| 2003 | Backyard Wrestling: Don't Try This at Home | Animateur principal                             | Développement Paradoxe |
| 2005 | God of War                                 | Animateur principal                             | Santa Monica Studio    |
| 2007 | God of War II                              | Réalisateur de jeux, scénariste                 | Santa Monica Studio    |
| 2008 | God of War : Chains of Olympus             | Écrivain                                        | Santa Monica Studio    |
| 2010 | God of War III                             | Conception initiale, mise en page de l'histoire | Santa Monica Studio    |
| 2010 | God of War: Ghost of Sparta                | Écrivain                                        | Santa Monica Studio    |
| 2013 | Tomb Raider                                | Réalisateur de cinématiques                     | Crystal Dynamics       |
| 2018 | God of War                                 | Réalisateur de jeux, scénariste                 | Santa Monica Studio    |
| 2022 | God of War: Ragnarök                       | Producteur                                      | Santa Monica Studio    |